# Hinduismo en Mozambique

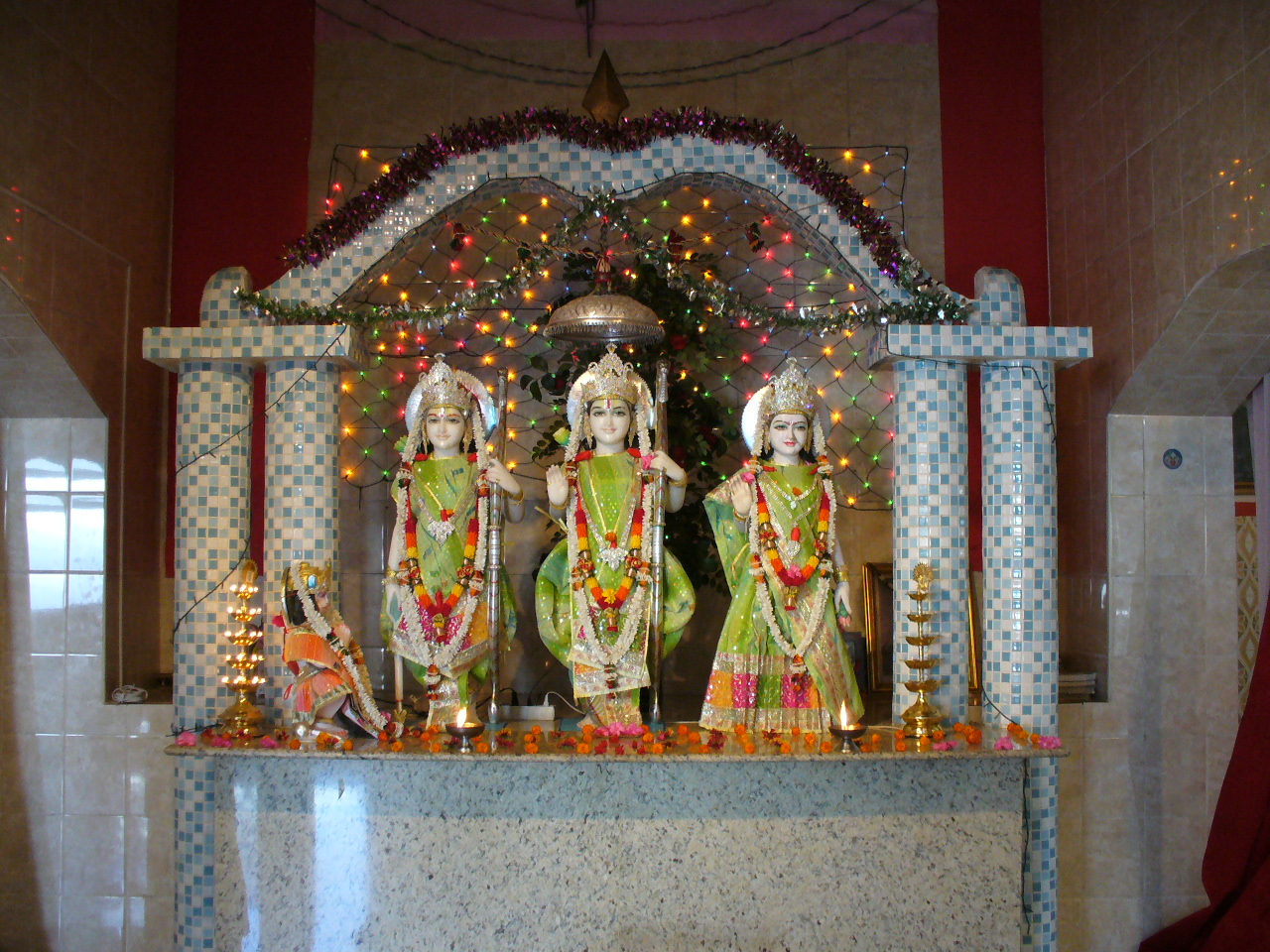
El interior de un templo hindú en Mozambique.

Mozambique posee una histórica comunidad hindú. Algunos de sus antepasados en Mozambique data incluso de hace más de 500 años. Previo a su participación económica en el país antes de la llegada de Vasco da Gama, se adaptaron durante el régimen colonial portugués. Tras la guerra civil entre 1975 y 1990, se dio paso a un éxodo de la población. Tras las reformas políticas, económicas y sociales en el país en 1990, la comunidad hindú, junto con las otras comunidades religiosas minoritarias, volvieron a tener una influencia vibrante.
Hay un templo hindú construido en Mozambique. La mayoría de la comunidad hindú proviene del estado indio de Goa, quienes habían emigrado hacia Mozambique, cuando Goa era una colonia portuguesa en 1961.

## Historia
Blanche D'Souza afirma que los hindúes, alrededor del primer milenio de nuestra era, comenzaron a navegar mediante el uso de los vientos alisios de los monzones, para establecer actividades comerciales en las zonas occidentales de la India y de Mozambique, uniéndolas a otras regiones costeras del este de África y de la Península arábiga. Los comerciantes hindúes llegaron y se instalaron en la Isla de Mozambique, antes de la visita inaugural de Vasco de Gama en 1499, como se menciona en sus memorias. Sin embargo, desde su asentamiento, siempre han sido una minoría. Después del conflicto en la década de 1969, sobre la pretensión de Portugal de continuar con el mandato colonial en Goa, Daman y Diu, de la mano con la anexión militar de esos territorios por parte de la India, el gobierno colonial portugués en Mozambique atacó a la comunidad hindú de la colonia. Sus propiedades y cuentas bancarias fueron confiscadas, se enviaron familias completas de hindúes a campos de concentración, y se les revocó la ciudadanía. En 1975 Mozambique obtuvo su independencia de Portugal, y poco después estalló la guerra civil. Durante este periodo, miles hindúes locales emigraron hacia Europa (generalmente hacia Lisboa, Portugal), algunos hacia Sudáfrica y la India.
Tras las reformas de 1990 realizadas por el presidente Joaquim Chissano, una activa comunidad hindú volvió a florecer una vez más. La comunidad se dedica en gran parte a operaciones comerciales y tráfico, y tiene un centro comunitario hindú en Maputo. Se pueden presenciar pequeños templos hindúes en las áreas residenciales de la comunidad. La comunidad hindú ha logrado asociarse para formar asociaciones socioculturales con las comunidades indígenas en Kerala, Bengala Occidental, Goa y Maharashtra.